# 石井壽一
石井 壽一（いしい  じゅいち、1898年5月11日 - 1968年2月4日）は、日本の実業家。名前は常用漢字で「寿一」とも表記される。
広島県出身。1925年5月、大阪時事新報に入って編集長を務める。1946年2月に創刊された大阪日日新聞の社長となる。
関西大学の校友会員で、1955年当時は、関西大学教育後援会長を務めていた。ただし、卒業生かどうかは不明である。
1959年に発足した豊中ロータリークラブの会員となる。